# Dagbouw Cottbus-Nord
Dagbouw Cottbus-Nord was een bruinkool-mijn in de Lausitzer bruinkoolmijnstreek ten noordoosten van de stad Cottbus.
Sinds in 1978 deze dagbouw geopend is, zijn er zeven plaatsen verdwenen met een totaal van 906 inwoners. Deze gehuchten heetten: Dissenchen (Dešank), Groß Lieskow (Lisków), Klein Lieskow (Liškowk) Lakoma (Lakomá) Merzdorf (Žylowk) Schlichow (Šlichow) en Tranitz (Tšawnica).
De mijn werd geëxploiteerd door Vattenfall en had een aansluiting aan het spoor. Op 23 december 2015 is de mijn gesloten en vertrok de laatste trein met bruinkool naar elektriciteitscentrale Jänschwalde.
Het plan is om na de ontmanteling er een kunstmatig recreatiemeer (de Cottbuser Ostsee) van te maken. In april 2019 werd gestart met het vullen van de groeve met water, om dat in 2025 af te ronden.

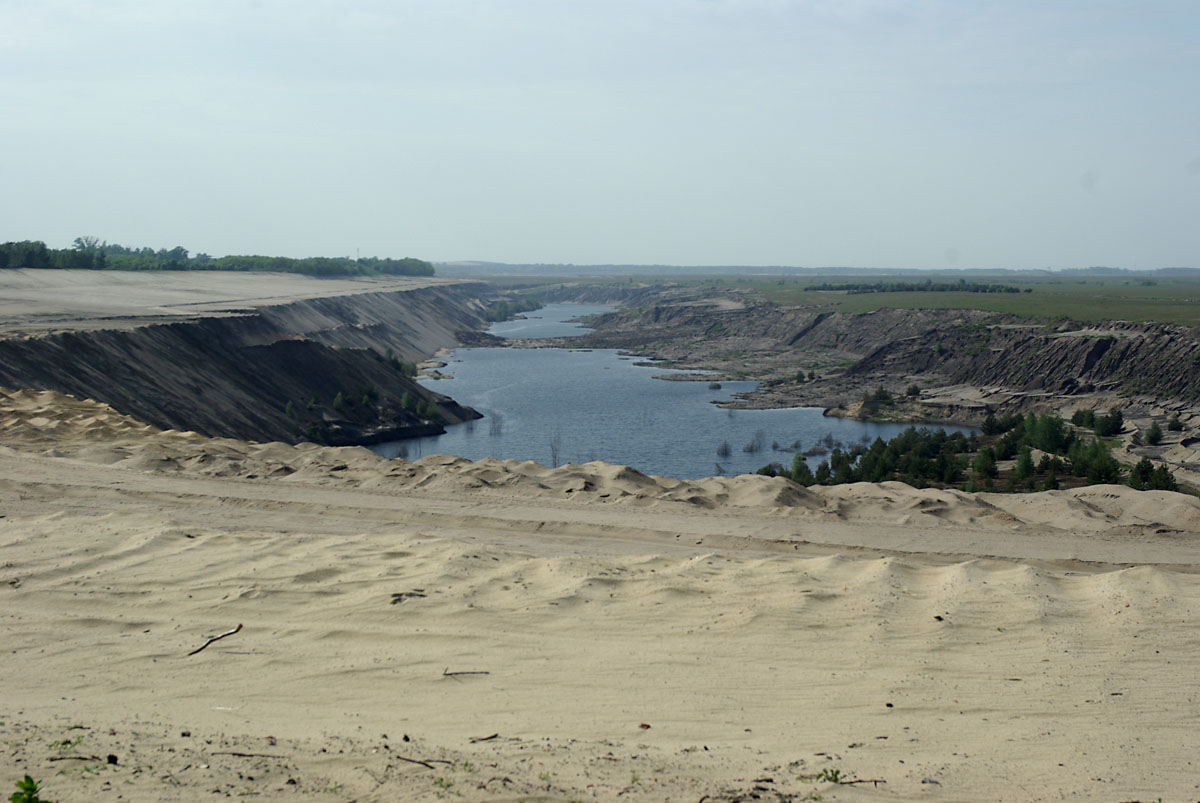
Dagbouw Cottbus-Nord in 2010 met het prille begin van Cottbuser Ostsee.

actief: Jänschwalde · Nochten · Reichwalde · Welzow-Süd

stilgelegd: Bärwalde · Berzdorf · Cottbus-Nord